# Pascal Nouma
Pascal Olivier Nouma (Épinay-sur-Seine, 6 gennaio 1972) è un ex calciatore francese, di ruolo attaccante.

## Palmarès

### Club

#### Competizioni nazionali
- Coppa di Francia: 1

Paris Saint-Germain: 1994-1995
- Coppa di Lega francese: 3

Paris Saint-Germain: 1994-1995
Strasburgo: 1996-1997
RC Lens: 1998-1999
- Supercoppa francese: 1

Paris Saint-Germain: 1995
- Campionato turco: 1

Beşiktaş: 2002-2003

#### Competizioni internazionali
- Coppa delle Coppe: 1

Paris Saint-Germain: 1995-1996